# Oh Eira
Oh Eira är Corduroy Utd.s debutalbum, utgivet 26 maj 2004 på skivbolaget Labrador.
Från skivan släpptes låten "Daddy's Boy" som 7"-singel, med den tidigare outgivna låten "Without the City" som b-sida.

## Låtlista
1. "Daddy's Boy"
2. "Details"
3. "Elvis in Town"
4. "I Saw Love"
5. "In a Dream"
6. "The Antilounge Manifesto"
7. "Make It Up"
8. "This Joyful Disease"
9. "Kill, Mrs. Buckenhauer"
10. "After the Party"
11. "Hey Girl! (a Song for Perni)"

## Personal
- Marcus Andersson - producent (1-4, 6-11), mixning (1-4, 6-11), inspelning (1-4, 6-11)
- Pauline Andersson - sång (4)
- Jonas Bertilsson - producent (1-4, 6-11), mixning (1-4, 6-11), inspelning (1-4, 6-11)
- Justus Björk - bakgrundssång
- Sam Carlsham - elgitarr, trombon, bakgrundssång, orgel, slagverk
- Corduroy Utd. - producent (1-4, 6-11)
- Fredrika Juhlin - sång (6)
- Markus Magnison - elgitarr, orgel
- Ernst Nathorst-Böös - inspelning (5), mixning (5), producent (5), akustisk gitarr, bas, bakgrundssång, slagverk
- Johan Rhig - elgitarr, akustisk gitarr, piano, slagverk
- Mats Skyllander - slagverk (6), producent (1-4, 6-11), mixning (1-4, 6-11), inspelning (1-4, 6-11)
- Sandra Valenca - trumpet, sång, handklapp
- Gustav Ågren - sång, akustisk gitarr, orgel, slagverk

## Mottagande
Muzic.se gav betyget 4/5.

### Fotnoter
1. ↑  ”Oh Eira”. Discogs.com. http://www.discogs.com/Corduroy-Utd-Oh-Eira/release/865509. Läst 1 mars 2012.
2. ↑  ”Daddy's Boy”. Discogs.com. http://www.discogs.com/Corduroy-Utd-Corduroy-Utd/release/1882673. Läst 1 mars 2012.
3. ↑  ”Oh Eira”. Kritiker.se. http://www.kritiker.se/skivor/recension/?skiva=Corduroy_Utd__-__Oh_Eira. Läst 1 mars 2012.